# Heidelberger Versammlung der 51

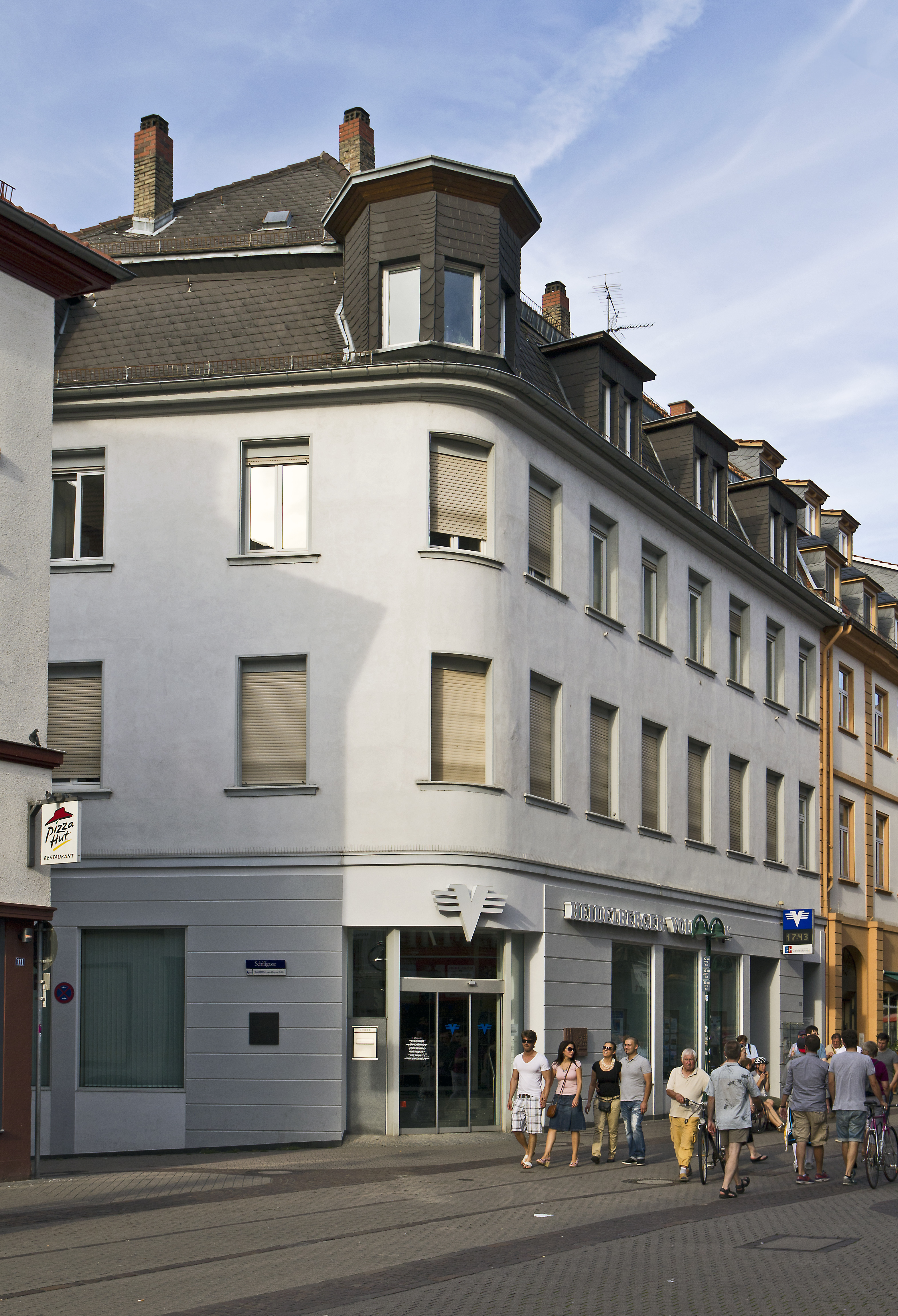
Badischer Hof im September 2011

Die Heidelberger Versammlung der 51 (nicht zu verwechseln mit der „Heidelberger Volksversammlung“ vom 26. März 1848) war ein Treffen von 51 liberalen und demokratischen Politikern, das  am 5. März 1848 im Gasthaus Badischer Hof in Heidelberg stattfand und als wichtiger Meilenstein auf dem Weg zur Frankfurter Nationalversammlung gilt.

## Ablauf und Ergebnisse
Die Heidelberger Versammlung der 51, die unter dieser Bezeichnung bereits 1850 erscheint, war von einigen Teilnehmern der Heppenheimer Tagung, darunter Adam von Itzstein, ausgeschrieben worden. Die Teilnehmer des Heidelberger Treffens waren im Wesentlichen süddeutsche Parlamentarier, die aber im Gegensatz zur Heppenheimer Tagung unterschiedliche politische Richtungen innerhalb der nationalstaatlich-parlamentarischen Bewegung vertraten.
In der Deutschen Zeitung veröffentlichte die Versammlung eine – in zahlreichen anderen Presseorganen nachgedruckte – Erklärung, die wesentlich dazu beitrug, dass es innerhalb von zehn Wochen zu einer von allen Wahlberechtigten, also nur Männern, gewählten verfassungsgebenden Nationalversammlung gekommen ist. Der Weg dorthin führte über die von Carl Theodor Welcker angeregte Einsetzung des Heidelberger Siebenerausschusses, der die Einladungen für das Vorparlament in Frankfurt am Main organisierte. Daneben wurde eine gegen Russland und pro Frankreich gerichtete außenpolitische Stellungnahme abgegeben. Über die Ausgestaltung des angestrebten parlamentarischen Nationalstaats war die Versammlung uneins, da vor allem Struve auf eine von einem Direktorium geführte, den Vereinigten Staaten nachempfundene Sociale Demokratie pochte, während die Mehrheit der Versammlung, insbesondere Heinrich von Gagern, den Schritt in die Revolution ablehnte und sich für eine konstitutionelle Monarchie aussprach. Wenige Tage nach der Versammlung verbreitete der radikaldemokratische Agitator Joseph Fickler, dass man sich in Heidelberg „insgeheim“ über die Abschaffung der Monarchie beraten habe, und rief das Volk zur Bewaffnung auf. Dem Gerücht, in der Versammlung am 5. März sei „die Gründung einer deutschen Republik insgeheim beschlossen worden“ traten daraufhin die am Treffen in Heidelberg beteiligten Abgeordneten Bassermann, Bissing, von Itzstein, Kapp, Schmitt, von Soiron, Stößer, Welcker und Weller öffentlich entgegen.

## Bewertungen
Die zeitgenössischen Auffassungen, wie die Versammlung in Heidelberg zu bewerten sei, gingen naturgemäß weit auseinander. Einerseits sah man in dem Treffen eine „Versammlung von der radicalen Partei angehörigen Ständemitgliedern aus verschiedenen deutschen Staaten“, deren in der Deutschen Zeitung veröffentlichtes Manifest „auf den Umsturz aller gesetzlichen Ordnung in ganz Deutschland“ gerichtet sei, andererseits wurde sie schon früh als diejenige Veranstaltung erkannt, nach der „wie durch einen Zauberschlag, durch die Machtvollkommenheit des Volkes“ das Vorparlament mit seinem Anspruch auf den „Grundsatz der Volkssouveränität“ entstanden sei. Nach Veit Valentin war die Heidelberger Tagung vom 5. März „gewissermaßen der geschichtliche Gipfelpunkt“ in einer Reihe vergleichbarer Versammlungen im Vormärz. Die von ihr herausgegebene Erklärung habe auch in der Frage der politischen Neuorganisation Gesamtdeutschlands „die völlige und entschlossene Revolution“ bedeutet. Auch noch nach aktueller Einschätzung sorgte die Versammlung der 51 tatsächlich für den wohl wichtigsten Impuls Richtung Vorparlament und damit für die Entwicklung einer modernen parlamentarischen Demokratie in Deutschland. Noch zu Beginn des 20. Jahrhunderts hatten allerdings konservative Historiker darin den Beginn der „Usurpation politischer Rechte [des preußischen Königs] durch das Volk“ gesehen.

## Liste der Teilnehmer
- Septimus Gottlob Bantlin
- Jakob Friedrich Barchet (aus Waiblingen, Württemberg)[8]
- Friedrich Daniel Bassermann
- August Becher
- Georg Christoph Binding
- Friedrich Bissing (aus Heidelberg, Baden)
- Lorenz Brentano
- Josef Brunck
- Gustav Buhl (aus Ettlingen, Baden)
- Friedrich Wilhelm Carové
- Rudolph Eduard Christmann
- Dietrich Dresel
- Eduard Eppelsheimer
- Karl Fetzer
- Christian Friedrich Alexander Ludwig Frank
- Heinrich von Gagern
- Georg Gottfried Gervinus
- Ludwig Häusser
- Carl Hagen
- David Hansemann
- Friedrich Hecker
- Christian Heldmann
- Hermann Wilhelm Helmreich (aus Mannheim, Baden)
- Adam von Itzstein
- Friedrich Siegmund Jucho
- Christian Kapp
- Karl Kirchgeßner
- Friedrich Theodor Langen
- Eduard Lehne
- Emil Leisler
- Karl Mathy
- Joseph Ignatz Peter
- Mathias Joseph Raffauf (1798–1873, aus Wolken bei Koblenz, Rheinpreußen)
- Jakob Friedrich Heinrich Redwitz (1796–1854, aus Vaihingen, Württemberg)[9]
- Friedrich Römer
- Wilhelm Sachs
- Georg Schmitt (aus Mannheim, Baden)
- Eduard Schweickhardt
- Alexander von Soiron
- Karl Stedman
- Georg Jacob Stockinger
- Karl Stößer
- Gustav von Struve
- Carl Theodor Welcker
- Ludwig Weller
- Philipp Wilhelm Wernher
- Adolph Wiesner
- Alois Wiest
- Friedrich Justus Willich
- Christian Friedrich Winter (1773–1858, aus Heidelberg, Baden)[10]
- Karl Friedrich Wizemann (1804–1849, aus Welzheim, Württemberg)[11]

### Nicht befolgte Einladungen
- Gustav von Mevissen – „Mit Rücksicht auf die am 2. und 3. März [1848] in Köln ausgebrochenen Unruhen erschien es Mevissen aber zu bedenklich,“ heißt es, „seine Familie zu verlassen; er blieb in Köln.“[12]

### Falschzuweisungen
- Ernst Leisler – Sowohl die Teilnehmerliste in der Deutschen Zeitung[13] als auch diejenige in der Parlaments-Chronik[14] nennen mit „Leisler, Emil, Nass.“ bzw. „Leisler, Emil, Nassauer“ nur eine Person mit Namen Leisler. Die verschiedentlich vorkommende Nennung von Emil Leislers Bruder Ernst als (diesfalls 52.) Teilnehmer der Heidelberger Versammlung der 51 wird daher auf Verwechslung mit seinem Bruder beruhen.
- Carl Joseph Anton Mittermaier – Bei der Angabe, Mittermaier habe sich „natürlich“ unter den „51 Vaterlandsfreund(n) aus Baden, Württemberg, Bayern und Hessen“ befunden, die am 5. März 1848 „in Heidelberg sich vereinigten und den Ausschuss einsetzten, welcher das Vorparlament nach Frankfurt berief“,[15] liegt offenbar eine Verwechslung mit der „Heidelberger Volksversammlung“ vom 26. März 1848 vor, als deren Teilnehmer Mittermaier genannt wird.[16]